# Salitrera, Victoria
Salitrera är en ort i Mexiko.   Den ligger i kommunen Victoria och delstaten Guanajuato, i den centrala delen av landet, 220 km nordväst om huvudstaden Mexico City. Salitrera ligger 1 693 meter över havet och antalet invånare är 180.
Terrängen runt Salitrera är huvudsakligen lite bergig. Salitrera ligger nere i en dal. Runt Salitrera är det ganska glesbefolkat, med 23 invånare per kvadratkilometer. Närmaste större samhälle är Doctor Mora, 19,1 km väster om Salitrera. Trakten runt Salitrera består i huvudsak av gräsmarker.